# محمد حربا
محمد خالد حربا (1357هـ - 1939م) سياسي أكاديمي سوري من حماة ،متخصص في الجغرافيا البشرية .

## ولادته وتحصيله
محمد خالد حربا مواليد حماة (1357هـ _1939م) ويرجع نسبه الى قبيلة بني خالد. دَرَس في مدارس حماة ومن ثم الى جامعة دمشق وعمل مدرساً في كلية الآدب في جامعة دمشق حاصل على الدكتوراه دولة في الجغرافيا البشرية من فرنسا.

## عمله ووظائفه
عُيّن محافظاً ل حماة من 1980م لغاية 1985م. وبعدها استلم وزارة الادارة المحلية ٨  نيسان ١٩٨٥م لغاية ١ تشرين الثاني ١٩٨٧م في حكومة عبد الرؤوف الكسم الثالثة .
وأسندت اليه أيضاً وزارة الداخلية من ١١ كانون الثاني ١٩٨٧م لغاية ١٢ كانون الأول ٢٠٠١. في حكومة محمود الزعبي الاولى. وحكومة محمود الزعبي الثانية. وحكومة مصطفى ميرو الأولى.